# アキーレ・ヴァルツィ

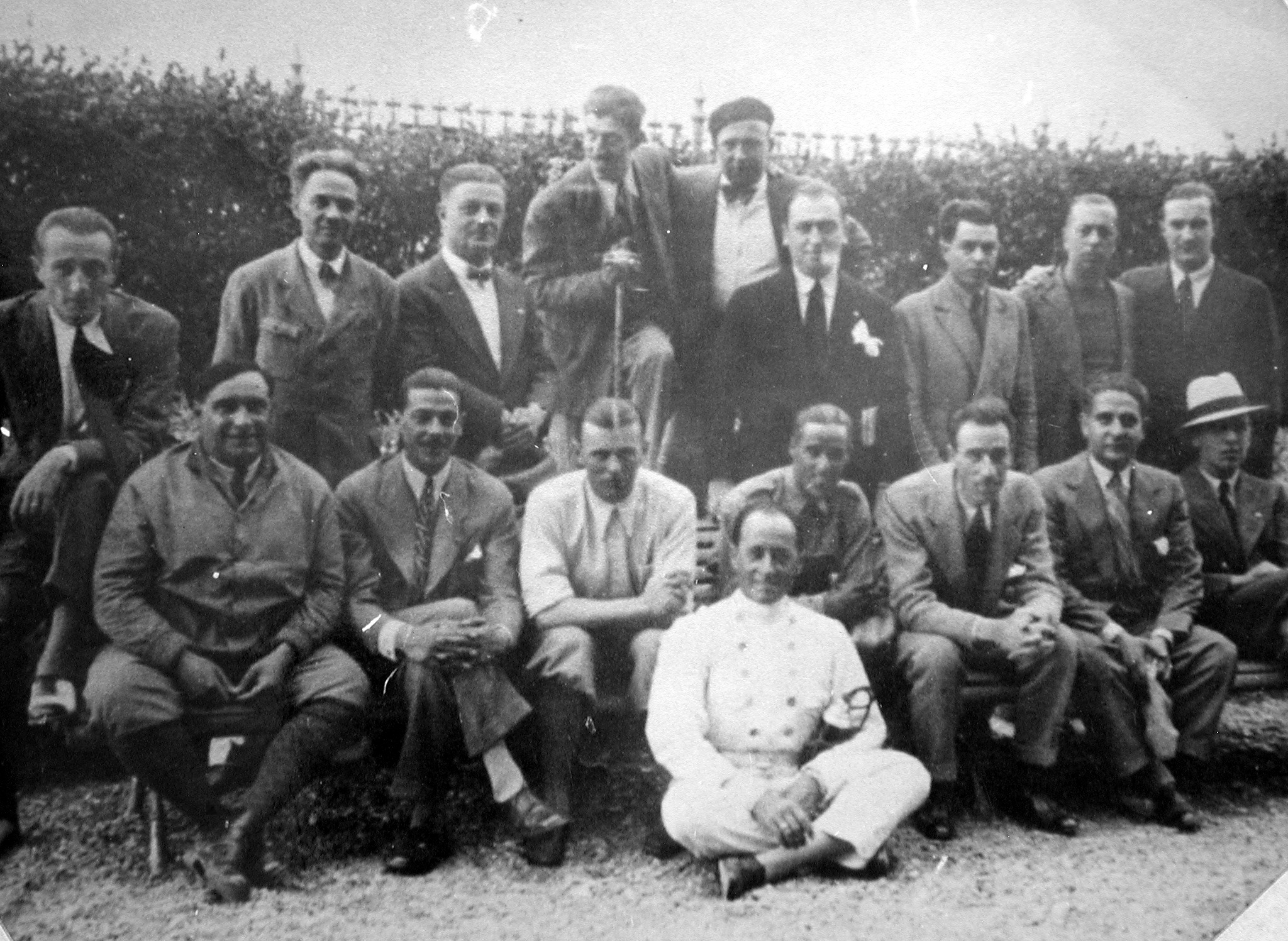
アルファロメオ・チームとアキーレ・ヴァルツィ (前列左から３人目)

アキーレ・ヴァルツィ（Achille Varzi, 1904年8月8日 - 1948年7月1日）はイタリアのレーシングドライバー。戦前のグランプリで数多くの勝利を挙げたことで知られる。
「アキーレ・バルツィ」または「アキッレ・ヴァルツィ」と表記されることもある。

## 来歴
ヴァルツィはノヴァーラ県のガッリアーテに、裕福な製綿業者の息子として生まれた。1928年に4輪レースに転向する以前、ヴァルツィはガレリやDOT (オートバイ)、サンビームのバイクレーサーとして成功したキャリアを築いており、マン島TTに1924年から７度にわたって出場した記録がある。1928年以降の10年間、ヴァルツィはタツィオ・ヌヴォラーリやルドルフ・カラツィオラ、ベルント・ローゼマイヤーなどと熾烈な争いを繰り広げることになる。
ヴァルツィがドライブした最初のレーシングカーはブガッティ・タイプ35だったが、すぐにアルファロメオのマシンに乗り換えた。1929年のイタリアのレースシーンでヴァルツィは多くの勝利を挙げた。1930年には当時新興のメーカーだったマセラティからレースカーを託され、アルファとマセラティをドライブして勝利を積み上げたヴァルツィは、1930年のイタリア選手権のチャンピオンになった。（1934年にも再びイタリア選手権も制することになる）ルイ・シロンを逆転して得た1930年タルガ・フローリオでの勝利はヴァルツィのキャリアでも最高の物の一つだった。他方、1933年トリポリグランプリでの勝利は八百長が行われたという疑惑の中でのものであり、この件でヴァルツィは批判の矢面に立たされた。
1934年のグランプリ・シーズンでアルファロメオ・P3をドライブしたヴァルツィは6つのグランプリに勝利し、タルガ・フローリオとミッレミリアを同年に制した史上初のドライバーとなった。
エンツォ・フェラーリによるマネジメントの元でアルファロメオ・チームは高い競争力を保っていたが、ヴァルツィはアルファロメオに見切りをつけ、1935年にアウトウニオンに移籍した。アウトウニオンには1937年まで在籍したが、この時期のヴァルツィは私生活に深刻な問題を抱えていた。慢性的なモルヒネ中毒と、同僚パウル・ピーチュの妻イルゼ・ピーチュとのスキャンダルはヴァルツィのパフォーマンスに悪影響を及ぼした。アウトウニオンでベルント・ローゼマイヤーの後塵を拝したヴァルツィは４勝を挙げるにとどまったが、トリポリでの３回目の勝利は３つの異なるメーカーで成し遂げたものとなった。ヴァルツィのライバルの1人であり、ヨーロッパ選手権で3度チャンピオンとなったルドルフ・カラツィオラは、アウトウニオンの高難度な操縦をマスターしたドライバーは、ヴァルツィとローゼマイヤーの2人だけであったと語っている。
1938年、ヴァルツィはレース界から姿を消したが、間もなく勃発した第二次世界大戦がヨーロッパのレーシング自体の終焉をもたらした。戦争中、ヴァルツィはモルヒネ中毒を克服することに成功し、ノーマ・コロンボと2度目の結婚をして落ち着いた生活を送った。戦争が終わると、ヴァルツィは42才にしてレースの世界にカムバックし、関係者を驚かせた。ヴァルツィは1946年のインディ500にマセラティで出走したが、予選突破は成らなかった。1947年には3つのローカルなグランプリに勝利し、ブエノスアイレスグランプリに参加するためアルゼンチンにも渡った。

## 事故死
1948年スイスグランプリの練習走行セッションは小雨の中で行われていた。ヴァルツィのアルファロメオ・158は、ブレムガルテン・サーキットの濡れた路面でコントロールを失い、バリアに接触して横転した。ヴァルツィは車体に押し潰され命を落とした。その後、彼は故郷に埋葬された。

## 業績
モータースポーツジャーナリスト、ジョルジオ・テルッツィの1991年の著書『アキーレ・ヴァルツィの一生』によると、ヴァルツィはその生涯で139レースに出走し、33のレースに優勝した。主な勝利を以下に挙げる。
- アヴスレンネン 1933年
- コッパ・アチェルボ（英語版） 1930年, 1935年
- コッパ・チアーノ（英語版） 1929年, 1934年
- フランスグランプリ 1931年
- モンツァグランプリ（英語版） 1929年, 1930年
- ニースグランプリ 1934年
- ミッレ・ミリア 1934年
- モナコグランプリ 1933年
- ペーニャ・リン・グランプリ（英語版） 1934年
- タルガ・フローリオ 1930年、1934年
- サンレモグランプリ（英語版）1937年
- スペイングランプリ 1930年
- トリポリグランプリ（英語版） 1933年, 1934年, 1936年
- チュニスグランプリ（英語版）1931年, 1932年
- トリノグランプリ 1946年

## 遺産
ヴァルツィの死はFIAがドライバーのクラッシュヘルメットの装着を義務化する契機となった。(この事故の発生までは任意であり義務ではなかった）
1950年のF1世界選手権にはスクーデリア・アキーレ・ヴァルツィというチームが参戦した。このチームでは、フロイラン・ゴンザレスやネッロ・パガーニがマセラティ・4CLTをドライブした。
2004年6月5日、イタリア郵便局はヴァルツィの業績を記念した切手を発行した。
ヴァルツィの親類で同姓同名のアキーレ・ヴァルツィ (哲学者)は、コロンビア大学で哲学の教授を務めている。

## レース戦績

### ヨーロッパ選手権
| 年     | エントラント           | メーカー       | 1       | 2       | 3       | 4       | 5     | 6       | 7       | EDC    | ポイント |
| ------ | ---------------------- | -------------- | ------- | ------- | ------- | ------- | ----- | ------- | ------- | ------ | -------- |
| 1931年 | ユジーヌ・ブガッティ   | ブガッティ     | ITA Ret | FRA 1   | BEL Ret |         |       |         |         | 5位＝  | 13       |
| 1932年 | エットーレ・ブガッティ | ブガッティ     | ITA Ret | FRA Ret | GER DNS |         |       |         |         | 9位＝  | 19       |
| 1935年 | アウトウニオン         | アウトウニオン | MON     | FRA 5   | BEL     | GER 8   | SUI 4 | ITA Ret | ESP Ret | 7位＝  | 39 (40)  |
| 1936年 | アウトウニオン         | アウトウニオン | MON 2   | GER     | SUI 2   | ITA Ret |       |         |         | 4位    | 19       |
| 1937年 | アウトウニオン         | アウトウニオン | BEL     | GER     | MON     | SUI     | ITA 6 |         |         | 20位＝ | 36       |

- 太字はポールポジション、斜字はファステストラップ。(key)

### グランド・ゼプルーヴ（第二次世界大戦前）
| 年     | エントラント             | メーカー       | 1     | 2     | 3       | 4       | 5       | 6     |
| ------ | ------------------------ | -------------- | ----- | ----- | ------- | ------- | ------- | ----- |
| 1933年 | エットーレ・ブガッティ   | ブガッティ     | MON 1 | FRA   | BEL 2   | ITA Ret | ESP 4   |       |
| 1934年 | スクーデリア・フェラーリ | アルファロメオ | MON 6 | FRA 2 | GER Ret | BEL Ret | ITA Ret | ESP 5 |

- 太字はポールポジション、斜字はファステストラップ。(key)

### グランド・ゼプルーヴ（第二次世界大戦後）
| 年     | エントラント                | シャシー            | 1     | 2        | 3     | 4   | 5   |
| ------ | --------------------------- | ------------------- | ----- | -------- | ----- | --- | --- |
| 1947年 | アルファ・コルセ （英語版） | アルファロメオ・158 | SUI 2 | BEL 2    | ITA 2 | FRA |     |
| 1948年 | アルファ・コルセ （英語版） | アルファロメオ・158 | MON   | SUI DNS† | FRA   | ITA | GBR |

- 太字はポールポジション、斜字はファステストラップ。(key)